# Melanerpes radiolatus
Melanerpes radiolatus là một loài chim trong họ Picidae.